# Delphyre leucomela
Delphyre leucomela är en fjärilsart som beskrevs av William James Kaye 1919. Delphyre leucomela ingår i släktet Delphyre och familjen björnspinnare. Inga underarter finns listade i Catalogue of Life.